# Okręg Ketchikan Gateway
Okręg Ketchikan Gateway (ang. Kenai Peninsula Borough) – okręg w Stanach Zjednoczonych położony w stanie Alaska. Siedziba okręgu znajduje się w mieście Ketchikan. Utworzony w roku 1963.
Zamieszkany przez 13 477 osób. Największy odsetek ludności stanowi ludność biała (68,1%) oraz rdzenni mieszkańcy (14,2%).

## Miasta
- Ketchikan
- Saxman
- Loring (CDP)